# Carlos Ruiz
Carlos Humberto Ruiz Gutiérrez (* 15. září 1979) je bývalý guatemalský fotbalový útočník. Velkou část svojí kariéry odehrál v domovském CSD Municipal a v americké Major League Soccer, kde byl v roce 2002 vyhlášen nejlepším hráčem ligy. Ruiz je rekordmanem reprezentace Guatemaly v počtu odehraných zápasů (133) i v počtu vstřelených gólů (68). S 39 góly je také nejlepším střelcem kvalifikací na Mistrovství světa.

## Klubová kariéra
Ve věku 12 let se připojil k týmu CSD Municipal, ve šestnácti letech debutoval v prvním týmu. V týmu působil až do roku 2002, kromě krátkého období v roce 2000, kdy hostoval v řeckém klubu PAS Giannina.
V lednu 2002 přestoupil do amerického klubu Los Angeles Galaxy hrajícího v Major League Soccer. V základní části nastřílel 24 gólů a získal cenu MLS Golden Boot pro nejlepšího střelce. Ve finále ligy proti New England Revolution vstřelil ve 113. minutě gól a díky tomuto zlatému gólu zajistil Galaxy první titul v MLS. Na konci sezony byl vyhlášen nejlepším hráčem sezony. V příští sezoně se opět stal nejlepším střelcem, v sezoně 2004 už ale jeho statistiky poklesly.
V roce 2005 se americký fotbalista Landon Donovan chtěl vrátit do MLS do Galaxy, které, aby si ho mohlo dovolit, muselo Ruize prodat do FC Dallas. V sezoně 2008 se vrátil do LA Galaxy, kvůli zranění se ale neprosadil a byl poslán do Toronta. V Torontu byl ale na začátku roku 2009 propuštěn a podepsal s paraguayským Club Olimpia. Nikde se ale příliš neprosadil, vystřídal angažmá v Pueble, Arisu Soluň, Philadelphii Union, CD Veracruzu a v D.C. United. V roce 2014 se vrátil do domovského CSD Municipal. V září 2016 se vrátil do FC Dallas, po jednom utkání ale ukončil svoji hráčskou kariéru.

## Reprezentační kariéra
Celkově Ruiz odehrál za reprezentaci 132 zápasů a připsal si 68 gólů. Hrál v kvalifikacích na MS 2002, MS 2006, MS 2010, MS 2014 a MS 2018. První utkání odehrál 11. listopadu 1998 v přátelském utkání proti Mexiku, první gól vstřelil 19. března 1999 Salvadoru. V roce 2000 se zúčastnil mistrovství světa ve futsalu pořádaného v Guatemale, na turnaji vstřelil jeden gól.
V červnu 2008 překonal rekord Juana Carlose Platy v počtu vstřelených gólů. Dokázal tak v utkání proti Svaté Lucii, kdy vstřelil 4 góly a stal se prvním hráčem Guatemaly, který to dokázal v utkání kvalifikace MS. V únoru 2009 oznámil konec své reprezentační kariéry. V lednu 2011 se ale vrátil pro Středoamerický pohár 2011. V říjnu 2012 oznámil podruhé konec reprezentační kariéry po utkání 16. října proti USA (prohra 1:3, jediný gól Guatemaly vstřelil právě Ruiz). Vrátil se ale pro utkání kvalifikace MS 2018. Ve svém opravdu závěrečném utkání 6. září 2016 vstřelil pět gólů reprezentaci Svatého Vincence a Grenadin, čímž se se 39 vstřelenými góly stal nejlepším střelcem kvalifikací na MS.

### Reprezentační góly
| Gól | Datum        | Soutěž (kolo)             | Zápas                                 | Skóre (minuta)   | Výsledek |
| --- | ------------ | ------------------------- | ------------------------------------- | ---------------- | -------- |
| 1   | 19. 3. 1999  | Středoamerický pohár 1999 | Guatemala – Salvador                  | 1:10(27.)        | 1:1      |
| 2   | 18. 6. 2000  | Kvalifikace MS 2002       | Guatemala – Antigua a Barbuda         | 2:00(31.)        | 8:1      |
| 3   | 3. 7. 2000   | Přátelské utkání          | Guatemala – Haiti                     | 1:?              | 1:4      |
| 4   | 16. 7. 2000  | Kvalifikace MS 2002       | Guatemala – USA                       | 1:10(88.)        | 1:1      |
| 5   | 22. 7. 2000  | Kvalifikace MS 2002       | Guatemala – Barbados                  | 1:00(2.)         | 2:0      |
| 6   | 8. 10. 2000  | Kvalifikace MS 2002       | Barbados – Guatemala                  | 0:20(10.)        | 1:3      |
| 7   | 15. 11. 2000 | Kvalifikace MS 2002       | Guatemala – Kostarika                 | 1:00(53.)        | 2:1      |
| 8   | 15. 11. 2000 | Kvalifikace MS 2002       | Guatemala – Kostarika                 | 2:10(87.)        | 2:1      |
| 9   | 6. 1. 2001   | Kvalifikace MS 2002       | Kostarika – Guatemala                 | 0:10(4.)         | 5:2      |
| 10  | 6. 1. 2001   | Kvalifikace MS 2002       | Kostarika – Guatemala                 | 5:20(89.) (pen.) | 5:2      |
| 11  | 6. 2. 2002   | Přátelské utkání          | Kuba – Guatemala                      | 0:1              | 0:1      |
| 12  | 31. 10. 2002 | Přátelské utkání          | Guatemala – Jamajka                   | 1:?              | 1:1      |
| 13  | 18. 2. 2003  | Středoamerický pohár 2003 | Guatemala – Nikaragua                 | 1:00(33.)        | 5:0      |
| 14  | 18. 2. 2003  | Středoamerický pohár 2003 | Guatemala – Nikaragua                 | 2:00(45.)        | 5:0      |
| 15  | 18. 2. 2003  | Středoamerický pohár 2003 | Guatemala – Nikaragua                 | 3:00(66.)        | 5:0      |
| 16  | 17. 7. 2003  | Zlatý pohár CONCACAF 2003 | Guatemala – Kolumbie                  | 1:00(21.) (pen.) | 1:1      |
| 17  | 5. 5. 2004   | Přátelské utkání          | Guatemala – Haiti                     | 1:0              | 1:0      |
| 18  | 20. 6. 2004  | Kvalifikace MS 2006       | Guatemala – Surinam                   | 1:00(21.)        | 3:1      |
| 19  | 20. 6. 2004  | Kvalifikace MS 2006       | Guatemala – Surinam                   | 3:10(85.)        | 3:1      |
| 20  | 18. 8. 2004  | Kvalifikace MS 2006       | Kanada – Guatemala                    | 0:10(7.)         | 0:2      |
| 21  | 18. 8. 2004  | Kvalifikace MS 2006       | Kanada – Guatemala                    | 0:20(59.)        | 0:2      |
| 22  | 8. 9. 2004   | Kvalifikace MS 2006       | Honduras – Guatemala                  | 0:10(20.)        | 2:2      |
| 23  | 13. 10. 2004 | Kvalifikace MS 2006       | Guatemala – Honduras                  | 1:00(44.)        | 1:0      |
| 24  | 13. 11. 2004 | Přátelské utkání          | Guatemala – Bolívie                   | 1:0              | 1:0      |
| 25  | 21. 12. 2004 | Přátelské utkání          | Venezuela – Guatemala                 | 0:1              | 0:1      |
| 26  | 17. 1. 2005  | Přátelské utkání          | Guatemala – Kolumbie                  | 1:?              | 1:1      |
| 27  | 26. 3. 2005  | Kvalifikace MS 2006       | Guatemala – Trinidad a Tobago         | 2:00(30.)        | 5:1      |
| 28  | 26. 3. 2005  | Kvalifikace MS 2006       | Guatemala – Trinidad a Tobago         | 3:10(38.)        | 5:1      |
| 29  | 7. 7. 2005   | Zlatý pohár CONCACAF 2005 | Guatemala – Jamajka                   | 1:20(33.) (pen.) | 3:4      |
| 30  | 7. 7. 2005   | Zlatý pohár CONCACAF 2005 | Guatemala – Jamajka                   | 2:30(45.+)       | 3:4      |
| 31  | 7. 7. 2005   | Zlatý pohár CONCACAF 2005 | Guatemala – Jamajka                   | 3:40(87.)        | 3:4      |
| 32  | 8. 10. 2005  | Kvalifikace MS 2006       | Mexiko – Guatemala                    | 0:10(1.)         | 5:2      |
| 33  | 12. 10. 2005 | Kvalifikace MS 2006       | Guatemala – Kostarika                 | 3:00(30.)        | 3:1      |
| 34  | 10. 10. 2006 | Přátelské utkání          | Guatemala – Honduras                  | 1:?              | 1:2      |
| 35  | 7. 7. 2007   | Zlatý pohár CONCACAF 2007 | Guatemala – Trinidad a Tobago         | 1:00(83.)        | 1:1      |
| 36  | 14. 6. 2008  | Kvalifikace MS 2010       | Guatemala – Svatá Lucie               | 2:00(36.)        | 6:0      |
| 37  | 14. 6. 2008  | Kvalifikace MS 2010       | Guatemala – Svatá Lucie               | 3:00(42.)        | 6:0      |
| 38  | 14. 6. 2008  | Kvalifikace MS 2010       | Guatemala – Svatá Lucie               | 4:00(85.)        | 6:0      |
| 39  | 14. 6. 2008  | Kvalifikace MS 2010       | Guatemala – Svatá Lucie               | 6:00(90.+3.)     | 6:0      |
| 40  | 10. 9. 2008  | Kvalifikace MS 2010       | Guatemala – Kuba                      | 1:10(38.)        | 4:1      |
| 41  | 10. 9. 2008  | Kvalifikace MS 2010       | Guatemala – Kuba                      | 2:10(55.)        | 4:1      |
| 42  | 28. 3. 2011  | Přátelské utkání          | Guatemala – Bolívie                   | 1:?              | 1:1      |
| 43  | 13. 6. 2011  | Zlatý pohár CONCACAF 2011 | Guatemala – Grenada                   | 3:00(54.)        | 4:0      |
| 44  | 18. 6. 2011  | Zlatý pohár CONCACAF 2011 | Guatemala – Mexiko                    | 1:00(5.)         | 1:2      |
| 45  | 10. 9. 2011  | Kvalifikace MS 2014       | Guatemala – Belize                    | 3:10(78.) (pen.) | 3:1      |
| 46  | 22. 2. 2012  | Přátelské utkání          | Paraguay – Guatemala                  | ?:1              | 2:1      |
| 47  | 25. 5. 2012  | Přátelské utkání          | Kostarika – Guatemala                 | ?:1              | ?:2      |
| 48  | 25. 5. 2012  | Přátelské utkání          | Kostarika – Guatemala                 | ?:2              | ?:2      |
| 49  | 1. 6. 2012   | Přátelské utkání          | Guatemala – Kostarika                 | 1:0              | 1:0      |
| 50  | 15. 8. 2012  | Přátelské utkání          | Guatemala – Paraguay                  | ?:?              | 3:3      |
| 51  | 7. 9. 2012   | Kvalifikace MS 2014       | Guatemala – Antigua a Barbuda         | 1:10(60.)        | 3:1      |
| 52  | 7. 9. 2012   | Kvalifikace MS 2014       | Guatemala – Antigua a Barbuda         | 2:10(79.)        | 3:1      |
| 53  | 11. 9. 2012  | Kvalifikace MS 2014       | Antigua a Barbuda – Guatemala         | 0:10(26.)        | 0:1      |
| 54  | 12. 10. 2012 | Kvalifikace MS 2014       | Guatemala – Jamajka                   | 2:10(85.)        | 2:1      |
| 55  | 16. 10. 2012 | Kvalifikace MS 2014       | USA – Guatemala                       | 0:10(5.)         | 3:1      |
| 56  | 7. 9. 2014   | Středoamerický pohár 2014 | Guatemala – Belize                    | 1:00(26.)        | 2:1      |
| 57  | 13. 9. 2014  | Středoamerický pohár 2014 | Guatemala – Kostarika                 | 1:00(25.) (pen.) | 1:2      |
| 58  | 9. 7. 2015   | Zlatý pohár CONCACAF 2015 | Guatemala – Trinidad a Tobago         | 1:30(61.)        | 1:3      |
| 59  | 8. 9. 2015   | Kvalifikace MS 2018       | Guatemala – Antigua a Barbuda         | 2:00(61.)        | 2:0      |
| 60  | 25. 3. 2016  | Kvalifikace MS 2018       | Guatemala – USA                       | 2:00(15.)        | 2:0      |
| 61  | 28. 5. 2016  | Přátelské utkání          | Guatemala – Arménie                   | 1:?              | 1:7      |
| 62  | 2. 9. 2016   | Kvalifikace MS 2018       | Trinidad a Tobago – Guatemala         | 0:10(36.)        | 2:2      |
| 63  | 2. 9. 2016   | Kvalifikace MS 2018       | Trinidad a Tobago – Guatemala         | 2:20(87.)        | 2:2      |
| 64  | 6. 9. 2016   | Kvalifikace MS 2018       | Guatemala – Svatý Vincenc a Grenadiny | 2:10(20.)        | 9:3      |
| 65  | 6. 9. 2016   | Kvalifikace MS 2018       | Guatemala – Svatý Vincenc a Grenadiny | 3:10(27.)        | 9:3      |
| 66  | 6. 9. 2016   | Kvalifikace MS 2018       | Guatemala – Svatý Vincenc a Grenadiny | 4:20(36.)        | 9:3      |
| 67  | 6. 9. 2016   | Kvalifikace MS 2018       | Guatemala – Svatý Vincenc a Grenadiny | 6:20(57.)        | 9:3      |
| 68  | 6. 9. 2016   | Kvalifikace MS 2018       | Guatemala – Svatý Vincenc a Grenadiny | 7:20(59.)        | 9:3      |